# Washoe County
Washoe County är ett administrativt område i delstaten Nevada, USA. År 2010 hade countyt 421 407 invånare. Den administrativa huvudorten (county seat) är Reno. Den årligt återkommande Burning Man-festivalen anordnas i Black Rock Desert norr om Reno.

## Geografi
Enligt United States Census Bureau så har countyt en total area på 16 967 km². 16 426 km² av den arean är land och 541 km² är vatten. 

### Angränsande countyn
- Humboldt County - öst
- Pershing County - öst
- Churchill County - öst
- Lyon County - sydöst
- Storey County - syd
- Carson City - syd
- Placer County, Kalifornien - sydväst
- Nevada County, Kalifornien - väst
- Sierra County, Kalifornien - väst
- Lassen County, Kalifornien - väst
- Modoc County, Kalifornien - väst
- Lake County, Oregon - nord
- Harney County, Oregon - nordöst

## Städer och övriga orter
- Cold Springs
- Gerlach-Empire
- Incline Village-Crystal Bay
- Lemmon Valley-Golden Valley
- Mogul
- New Washoe City
- Nixon
- Pleasant Valley
- Poeville
- Reno
- Spanish Springs
- Sparks
- Sun Valley
- Sutcliffe
- Verdi
- Vya
- Wadsworth